# Anolis ferreus
Anolis ferreus este o specie de șopârle din genul Anolis, familia Polychrotidae, descrisă de Cope 1864. Conform Catalogue of Life specia Anolis ferreus nu are subspecii cunoscute.